# Mesocomantenna spinosa
Mesocomantenna spinosa är en kräftdjursart som beskrevs av Alvarez 1986. Mesocomantenna spinosa ingår i släktet Mesocomantenna och familjen Aetideidae. Inga underarter finns listade i Catalogue of Life.